# Rette sich, wer kann! (1961)
Rette sich, wer kann! (russisch Полосатый рейс, Polossaty reis) ist eine sowjetische Filmkomödie von Wladimir Fetin aus dem Jahr 1961. Die Komödie wurde vom Leningrader Filmstudio Lenfilm produziert.

## Handlung
Der Barkeeper Schuleikin will die Gelegenheit nutzen, als Frachtbegleiter aus einer heißen tropischen Stadt zu entkommen. Zwar ist er schockiert, dass die Fracht aus zwölf Käfigen mit Löwen und Tigern besteht, doch er lässt sich darauf ein, als „Tigerbändiger“ die Verantwortung für die Tiere zu übernehmen und sie regelmäßig zu füttern.
Der Erste Offizier ist im Dauerstreit mit Marianna, der Nichte des Kapitäns. Heimliche Sabotagehandlungen, die er ihr unterstellt, stellen sich als Werk eines Schimpansen heraus, der als blinder Passagier auf dem Schiff ist. Als die Besatzung den Affen fangen will, versteckt der Erste Offizier das Tier in seiner Kajüte. Marianna hat inzwischen Spaß daran, über Nacht Tigertatzen aufs Schiffsdeck zu malen und so mit der Angst der Matrosen vor den Tigern zu spielen.
Schnell stellt sich heraus, dass Schuleikins Kompetenzen im Umgang mit Tieren eher beschränkt sind. Der Schimpanse öffnet unbeobachtet die Tierkäfige und die frei laufenden Löwen und Tiger verursachen eine Panik unter der Schiffsbesatzung. Der angebliche Tierbändiger Schuleikin wehrt sich vergeblich, als er zu den Raubkatzen aufs Deck gejagt werden soll, doch er kann sich schließlich in einen Tigerkäfig retten. Marianna entwickelt inzwischen unerwartete Fähigkeiten als Dompteuse und sorgt dafür, dass die Tiere wieder in ihre Käfige gehen. Den letzten schlafenden Löwen bringt die Mannschaft zurück.

## Sonstiges
Die Tiger dressierte Konstantin Konstantinowski, Lebensgefährte der Hauptdarstellerin und Dompteuse Margarita Nasarowa. 
Hauptdarsteller Jewgeni Leonow wurde von Helmut Müller-Lankow synchronisiert.